# Macarius van Egypte

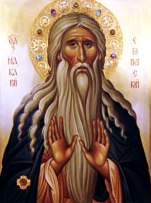
Een ikoon van de heilige Macarius van Egypte

Macarius van Egypte (ook bekend als Macarius de Grote, Makarios van Sketis of Makarios de Oudere) (ca. 300 – Sketes, Egypte, ca. 390) was een prominente christelijke monnik en een van de meest invloedrijke figuren in de vroege woestijnmonastiek. Hij wordt vereerd als heilige in zowel de katholieke als de oosters-orthodoxe Kerk, met zijn feestdag op 15 januari.

## Leven
Macarius werd geboren in een dorp in Neder-Egypte, waarschijnlijk in de buurt van Thebe. Hij werkte aanvankelijk als kameeldrijver en later als handelaar. Op jonge leeftijd voelde hij zich geroepen tot een ascetisch leven. Na de dood van zijn ouders trok hij zich terug in de woestijn om als kluizenaar te leven.
Hij werd opgeleid door de heilige Antonius van Egypte, de vader van het christelijke monnikendom, en ontwikkelde zich tot een belangrijk figuur in de beweging van de woestijnvaders. Macarius stond bekend om zijn grote nederigheid, wijsheid en gave van geestelijk onderscheidingsvermogen.
Zijn leven werd beschreven door Palladius van Helenopolis in zijn werk Historia Lausiaca.

## Monastiek leiderschap
Macarius vestigde zich in Scetis (het huidige Wadi (El) Natroen), een woestijngebied dat later een van de belangrijkste centra van christelijke monastiek werd. Hij stichtte er een gemeenschap van monniken die een leven van gebed, vasten en arbeid leidden. Hoewel hij een kluizenaarsleven leidde, gaf Macarius leiding aan zijn medemonniken en werd hij vaak geraadpleegd om zijn spirituele wijsheid.
Hij was een van de eersten die een balans vond tussen het individuele kluizenaarsleven en het gemeenschapsleven in een klooster. Zijn model inspireerde veel latere monastieke gemeenschappen.

## Spirituele lessen en overleveringen
Macarius wordt geprezen om zijn spirituele inzichten en zijn nederige houding. Veel van zijn uitspraken en verhalen zijn bewaard gebleven in de verzameling Apophthegmata Patrum (De uitspraken van de woestijnvaders). Hij leerde dat ware christelijke discipline voortkomt uit liefde voor God en naastenliefde, niet uit angst voor straf.
Een bekend verhaal over Macarius vertelt hoe hij, ondanks valse beschuldigingen van een vrouw, in nederigheid bleef zwijgen en haar niet veroordeelde, waardoor zijn onschuld later aan het licht kwam. Zijn mededogen en vergevingsgezindheid maakten hem geliefd bij zowel monniken als leken.

## Wonderen
Macarius wordt ook herinnerd vanwege zijn wonderen. Hij zou zieken hebben genezen, demonen hebben uitgedreven en zelfs doden hebben opgewekt. Deze wonderen droegen bij aan zijn heiligheid en inspireerden velen om zijn voorbeeld te volgen.

## Dood en verering
Macarius stierf rond 390, vermoedelijk op hoge leeftijd, in zijn woestijnklooster. Na zijn dood verspreidde zijn faam zich snel door de christelijke wereld. Zijn leer en spiritualiteit bleven een bron van inspiratie voor monniken en leken.
Zijn relieken worden bewaard in het klooster van Sint-Macarius in Wadi El Natroen, dat nog steeds een belangrijk spiritueel centrum is. Zijn feestdag op 15 januari wordt gevierd in de katholieke en oosters-orthodoxe tradities.

## Nalatenschap
Macarius van Egypte wordt beschouwd als een van de grote woestijnvaders en een pionier in het christelijke monastieke leven. Zijn voorbeeld van nederigheid, liefde en toewijding blijft van groot belang in de christelijke spiritualiteit.
- Biblioteca Nacional de España: XX1350305
- Gemeinsame Normdatei: 118575651
- International Standard Name Identifier: 0000 0004 4926 885X
- Library of Congress Control Number: n82031613
- Nationale Bibliotheek van Tsjechië: jn20040415002
- Nationale bibliotheek van Australië: 35198783
- Nationale Bibliotheek van Polen: a0000002720922
- Nederlandse Thesaurus van Auteursnamen: 06861392X
- Réseau des bibliothèques de Suisse occidentale: 02-A000108698
- LIBRIS: 194477
- Système universitaire de documentation: 027558851
- Trove: 861475
- Virtual International Authority File: 93095832